# Phymatarum borneense
Phymatarum borneense är en kallaväxtart som beskrevs av Mitsuru Hotta. Phymatarum borneense ingår i släktet Phymatarum och familjen kallaväxter. Inga underarter finns listade.